# Nyssicus topographicus
Nyssicus topographicus är en skalbaggsart som först beskrevs av Linsley 1935. Nyssicus topographicus ingår i släktet Nyssicus och familjen långhorningar.
Artens utbredningsområde är:
- Costa Rica.
- Panama.

Inga underarter finns listade i Catalogue of Life.